# Polygonatum singalilense
Polygonatum singalilense là một loài thực vật có hoa trong họ Măng tây. Loài này được H.Hara miêu tả khoa học đầu tiên năm 1965.